# Stereum
Stereum Hill ex Pers. (skórnik) – rodzaj grzybów z rodziny skórnikowatych (Stereaceae).

## Charakterystyka
Grzyby saprotroficzne lub pasożytnicze rozwijające się na drewnie i powodujące jego białą zgniliznę drewna. Owocniki jednoroczne lub wieloletnie, rozpostarte, rozpostarto-odgięte z włochatym brzegiem, rozproszone lub siedzące. Górna, sterylna powierzchnia naga lub włochata, hymenofor gładki do lekko guzowatego, zwykle o jasnych kolorach, niektóre gatunki po przecięciu lub dotknięciu wydzielają czerwonawe mleczko. System strzępkowy dimityczny, strzępki generatywne septowane bez sprzążek, cienkościenne do grubościennych, strzępki szkieletowe grubościenne. Cystydy kilku typów: szkieletocystydy, akutocystydy, akantocystydy. Podstawki maczugowate do rurkowatych, z 4-sterygmami i prostą przegrodą u podstawy. Bazydiospory elipsoidalne do cylindrycznych, gładkie, cienkościenne, amyloidalne.
Stereum jest jednym z łatwo rozpoznawalnych makroskopowo rodzajów grzybów kortycjoidalnych ze względu na swój charakterystyczny owocnik i włosy, barwę i gładki hymenofor. Istnieje pewne zamieszanie co do gatunku, ponieważ wiele z nich
opisywano pod różnymi nazwami, a w literaturze spotyka się zbyt wiele form i odmian, różniących się jedynie drobnymi cechami makroskopowymi; kształtem, rozmiarem i barwą owocnika.

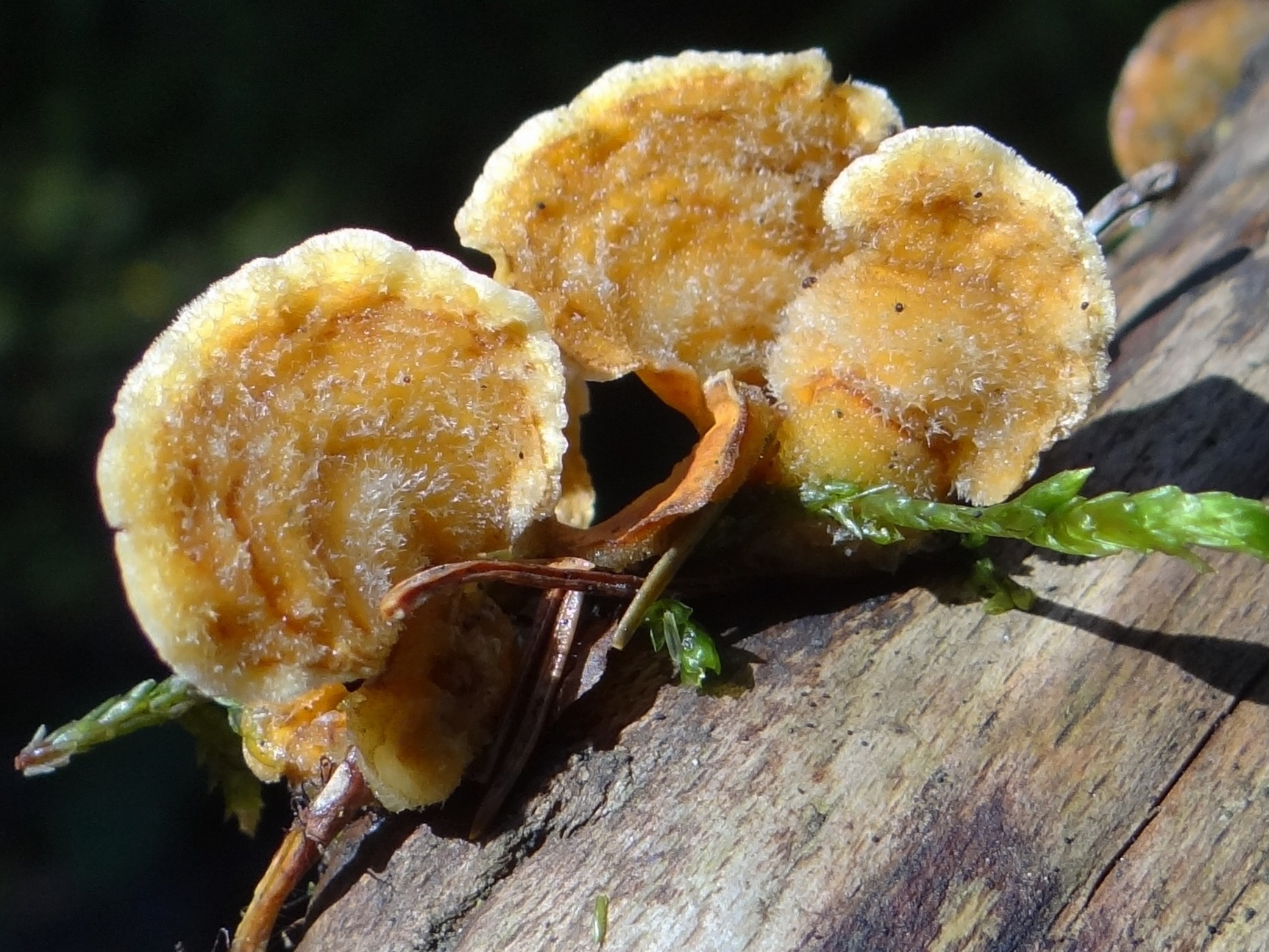
Skórnik szorstki
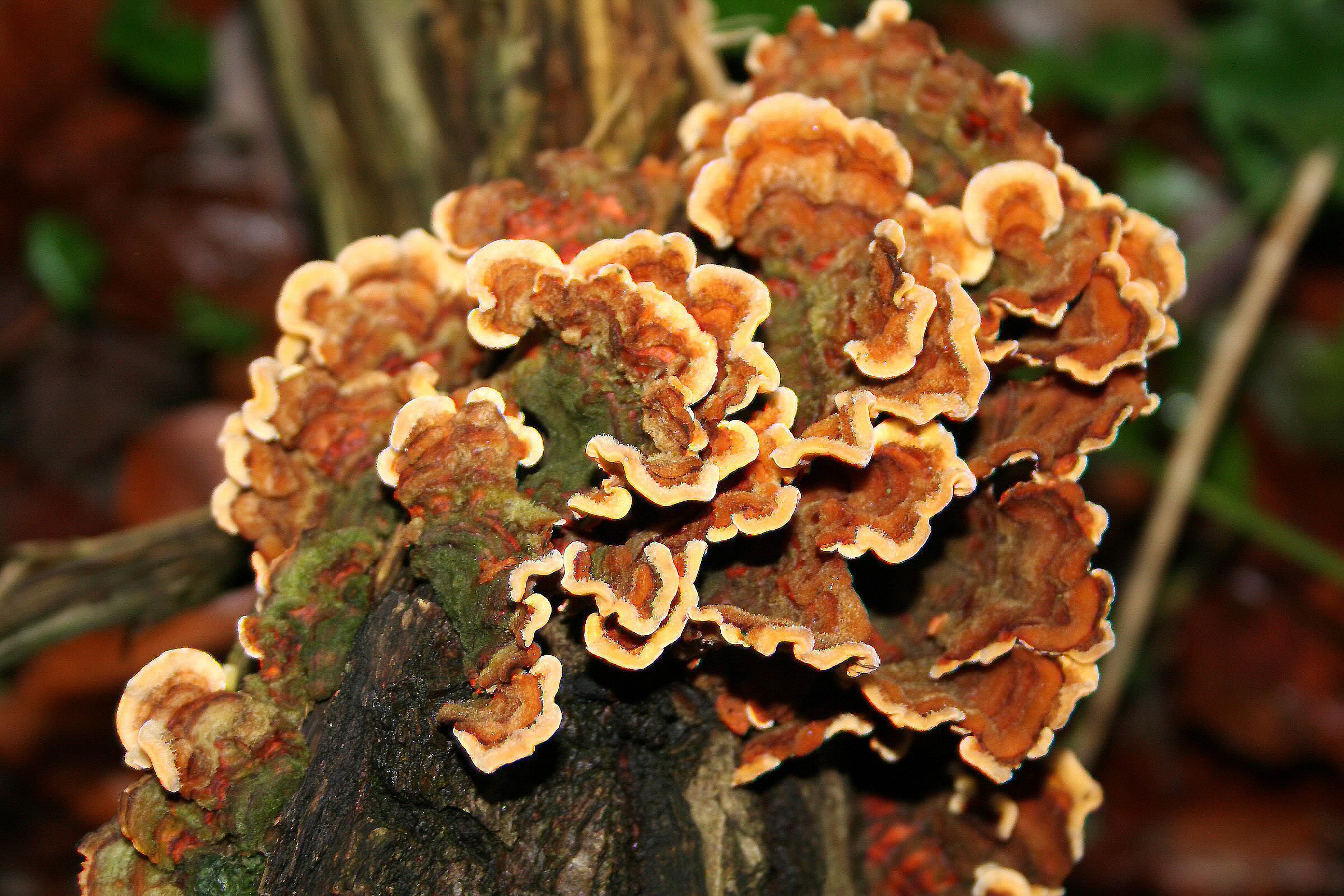
Skórnik dębowy
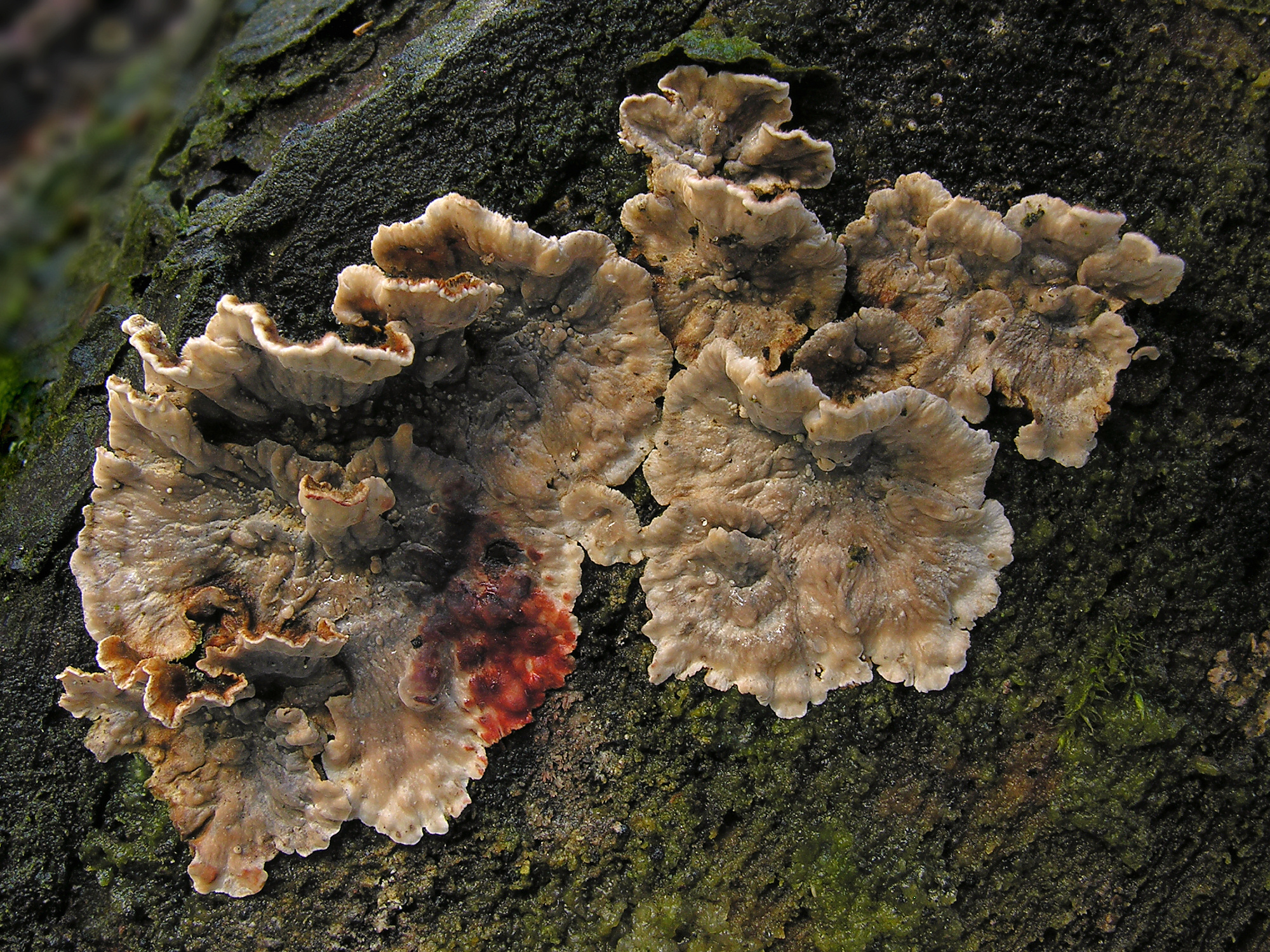
Skórnik krwawiący
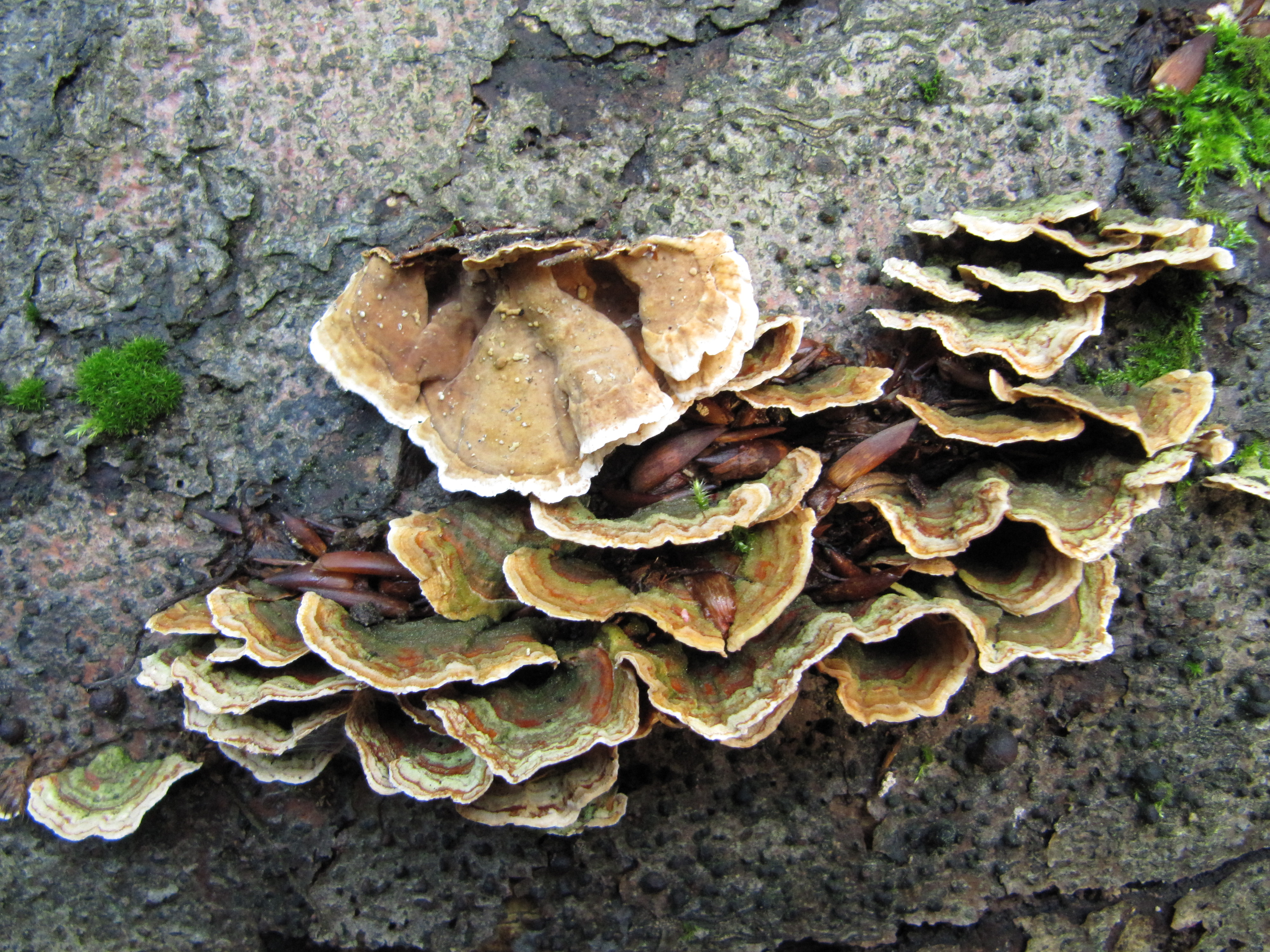
Skórnik aksamitny
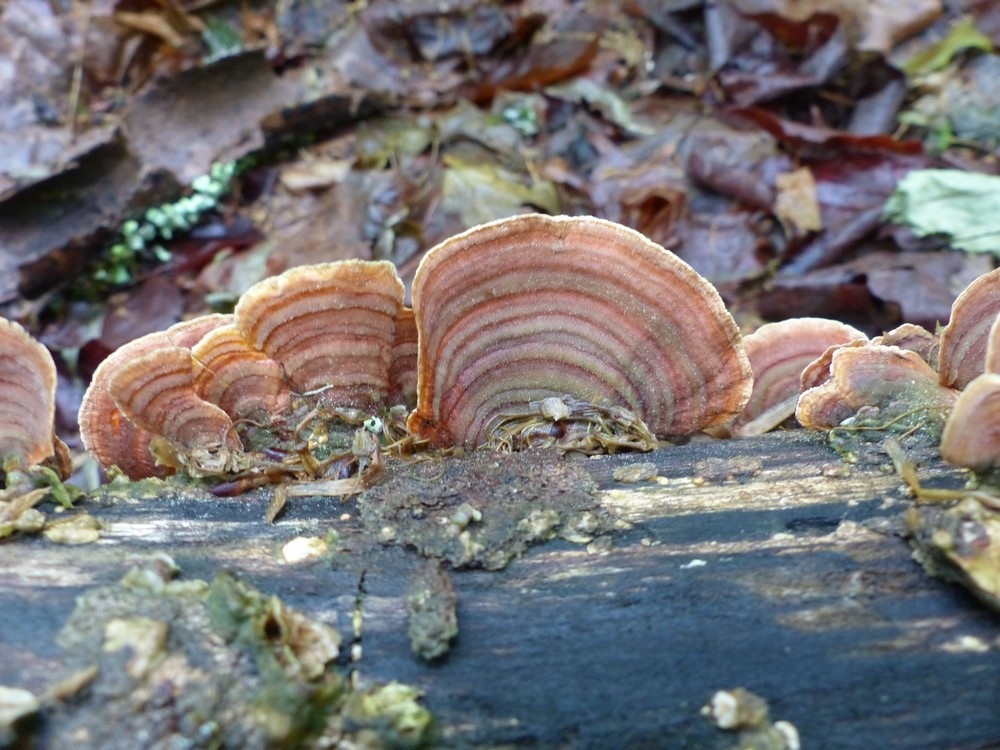
Skórnik wielobarwny
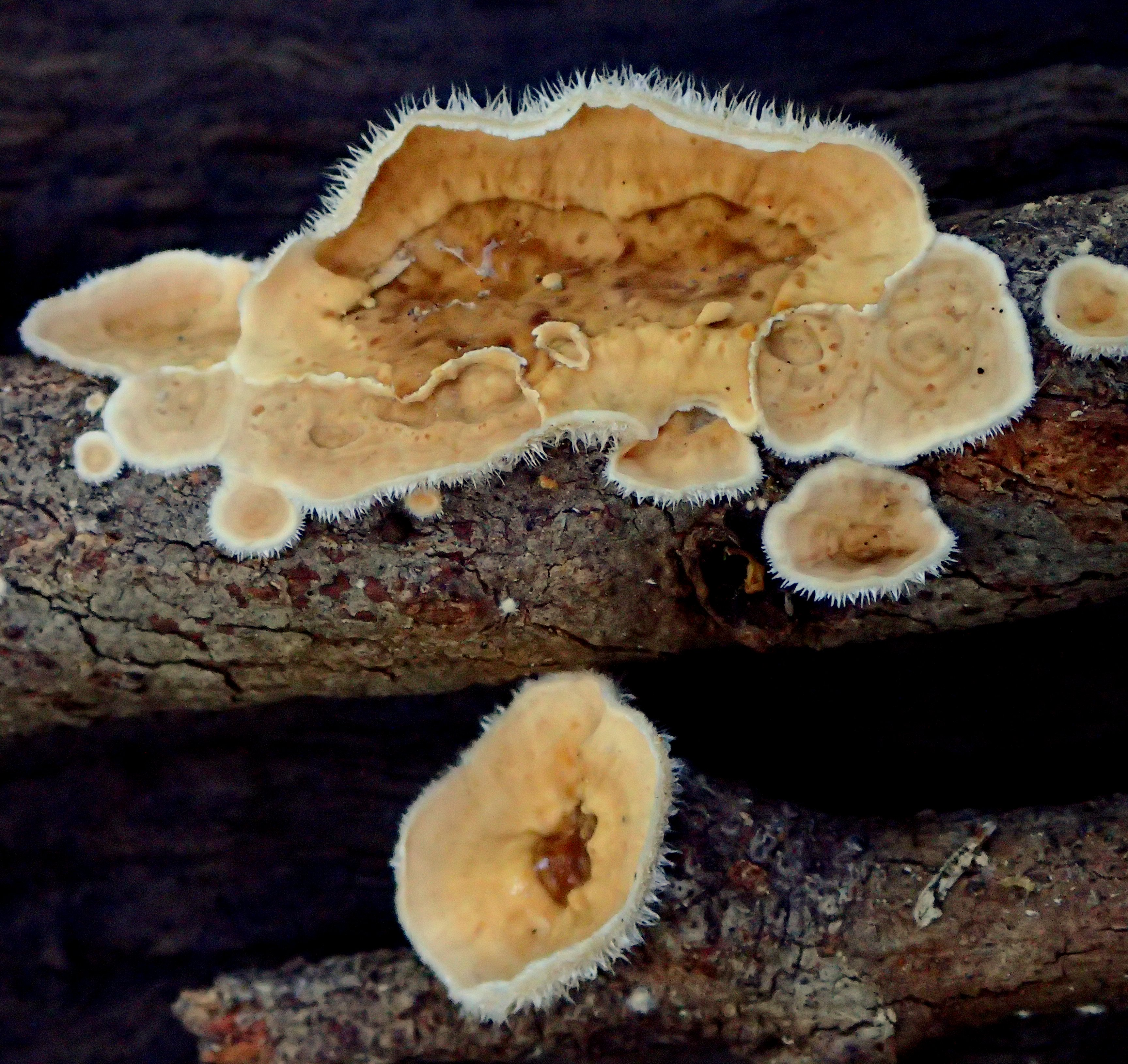
Skórnik gałązkowy

## Systematyka i nazewnictwo
Pozycja w klasyfikacji według Index Fungorum: Stereaceae, Russulales, Incertae sedis, Agaricomycetes, Agaricomycotina, Basidiomycota, Fungi.
Rodzaj Stereum jest typem nomenklatorycznym rodziny skórnikowatych (Stereaceae). Takson ten został opisany po raz pierwszy przez Johna Hilla, natomiast poprawnie zdiagnozował go taksonomicznie (jako: „Pileo coriaceo dimidiato manifesto ut plurimum fasciato.”) Christiaan Hendrik Persoon w „Neues Magazin für die Botanik” z 1794, klasyfikując jednocześnie do ówczesnego rzędu Hymenothecium.
Synonim Haematostereum Pouzar.
Nazwę polską nadał Józef Jundziłł w 1888 r. W polskim piśmiennictwie mykologicznym należące do tego rodzaju gatunki opisywane były także jako: pleśniak, skórniak, skrzepka.
Gatunki występujące w Polsce:
- Stereum complicatum (Fr.) Fr. 1838
- Stereum gausapatum (Fr.) Fr. – skórnik dębowy
- Stereum hirsutum (Willd.) Pers. – skórnik szorstki
- Stereum ochraceoflavum (Schwein.) Sacc. – skórnik gałązkowy[7]
- Stereum ostrea (Blume & T. Nees) Fr. – skórnik wielobarwny
- Stereum rugosum Pers. – skórnik pomarszczony
- Stereum sanguinolentum (Alb. & Schwein.) Fr. – skórnik krwawiący

Nazwy naukowe na podstawie Index Fungorum. Nazwy polskie według Władysława Wojewody.